# Вадовицький округ
Вадовицький округ — адміністративна одиниця Королівства Галичини та Володомирії у складі Австрійської імперії.
Існував до 1867 року, коли було скасовано округи і залишено лише повітовий адміністративний поділ (повіти виділені у складі округів у 1854 році).

## Географія
Вадовіцький округ межував з Краківським і Сандецьким округами, Сілезією та Угорщиною. До його складу входила територія двох князівств — Освенцимського та Заторського.
У Вадовіцькому окрузі було 11 міст, 2 містечка та 340 сіл.

## Повіти
До 1867 року було 13 повітів з адміністративним центрами у: Вадовиці, Кенти, Бяла, Освенцим, Андрихув, Скавіна, Мислениці, Кальварія, Маків-Підхалянський, Йорданув, Мілювка, Слємєнь, Живець.
Після адміністративної реформи кількість повітів було скорочено.